# Битка код Вескера
Битка код Вескера вођена је 682. или 683. године између војске Византијског царства и Бербера са једне и Картагинског егзархата под Омејидима са друге стране. Битка је део Византијско-арапских ратова, а завршена је победом Византије.

## Битка
Византијска војска предвођена је Кусаилом, берберским вођом. Арапску војску предводио је Укба ибн Нафи који је предводио експедицију преко северне Африке са циљем да стигну до Атлантског океана. Византинци и Бербери има постављају заседу јужно од Вескера у данашњем Алжиру. Велики број Арапа је побијено. Резултат овог пораза је ослобађање територија данашњег Туниса од арапске власти за деценију.